# Ticinello (Morimondo)
Ticinello è una frazione del comune di Morimondo in provincia di Milano, posta a nordest del centro abitato, verso Gudo Visconti. Ancora oggi è una piccola cascina di campagna con soli 7 abitanti (2014).

## Storia
Fu un antico comune del Milanese.
In base al censimento voluto nel 1771 dall'imperatrice Maria Teresa, Ticinello contava 151 anime. Alla proclamazione del Regno d'Italia nel 1805 risultava avere 150 abitanti. Nel 1809 fu soppresso con regio decreto di Napoleone e annesso a Coronate. Il Comune di Ticinello fu quindi ripristinato con il ritorno degli austriaci, che tornarono però sui loro passi nel 1841, ristabilendo la fusione con Coronate secondo lo schema parrocchiale.